# Kedungpuji
Kedungpuji is een bestuurslaag in het regentschap Kebumen van de provincie Midden-Java, Indonesië. Kedungpuji telt 2735 inwoners (volkstelling 2010).